# Sjötofta socken
Sjötofta socken i Västergötland ingick i Kinds härad, ingår sedan 1971 i Tranemo kommun och motsvarar från 2016 Sjötofta distrikt.
Socknens areal är 70,31 kvadratkilometer varav 65,25 land. År 2000 fanns här 450 invånare och 1904 var invånarantalet 710
. Tätorten Sjötofta med sockenkyrkan Sjötofta kyrka - uppförd 1853 vid Sjötoftasjön - ligger i socknen. 

## Administrativ historik
Socknen har medeltida ursprung. 
Vid kommunreformen 1862 övergick socknens ansvar för de kyrkliga frågorna till Sjötofta församling och för de borgerliga frågorna bildades Sjötofta landskommun. Landskommunen uppgick 1952 i Tranemo landskommun som 1971 ombildades till Tranemo kommun. Församlingen uppgick 2014 i Tranemo församling.
1 januari 2016 inrättades distriktet Sjötofta, med samma omfattning som församlingen hade 1999/2000.  
Socknen har tillhört län, fögderier, tingslag och domsagor enligt vad som beskrivs i artikeln Kinds härad. De indelta soldaterna tillhörde Älvsborgs regemente, Södra Kinds kompani.

## Geografi
Sjötofta socken ligger väster om Gislaved kring Ätrans biflöden. Socknen är en kuperad sjö- och mossrik skogsbygd med höjder som når 272 meter över havet på hemmanet Nygårdens marker, nordväst om sjön Hornbetan. Största sjön är Gräsken (150 meter över havet) med utlopp genom Tinkaån. Ån rinner vidare genom södra delen av Sjötofta och in i Håcksvik, vidare genom Västra Fegen, Kalven och Nedre Lillån fram till Ätran.

## Fornlämningar
Från bronsåldern finns gravrösen. Från järnåldern finns tre gravfält med domarringar.

## Namnet
Namnet skrevs 1455 Skeggetoffthä och kommer från en gård vid kyrkan. Namnet innehåller mansnamnet Skägge och toft, 'tomt'.